# Cromozomul uman 3
Cromozomul 3 este unul dintre cele 23 de perechi de cromozomi umani. Oamenii au în mod normal două copii al acestuia. Cromozomul 3 are o anvergură de aproape de 200 milioane nucleotide în perechi (materialul de bază pentru ADN), și reprezintă aproape 6,5% din totalul de ADN din celule.
Identificarea genelor la fiecare cromozom este un domeniu activ al cercetării genetice. Datorită diferitelor tactice folosite de cercetători pentru a prezice numărul de gene pentru fiecare cromozom, acesta variază. Cromozomul 3, cel mai probabil, conține între 1.100 și 1.500 de gene.